# Zbiór wielorodzajowy
Rodzina zbiorów (Zi) dla i należących do R, gdzie R jest niepustym zbiorem, zwanym zbiorem rodzajów (sortów).
Powiemy, że x jest elementem zbioru wielorodzajowego, jeśli x jest elementem jednego ze zbiorów wchodzących w skład rodziny tworzącej zbiór.
Dla zbiorów tego samego rodzaju (mających ten sam zbiór rodzajów) możemy określić operacje sumy, przecięcia; pojęcie zbioru pustego, funkcji, relacji analogicznie jak dla zwykłych zbiorów. Przykładowo zbiorem pustym ∅ wśród zbiorów typu R, jest rodzina (∅i) dla i należących do R.
Zbiory wielorodzajowe rozważa się m.in. w algebrze uniwersalnej, gdzie są nośnikami struktur, oraz w teorii formalnych specyfikacji. Przykładowo, gdy mówimy o grupach to zbiór rodzajów jest jednoelementowy (nośnik jest złożony z jednego zbioru – zbioru elementów grupy).
Gdy mówimy o przestrzeniach liniowych to zbiór rodzajów jest dwuelementowy – na nośnik składają się zbiór skalarów (ciało) i zbiór wektorów.